# Elaphropoda impatiens
Elaphropoda impatiens är en biart som först beskrevs av Maurits Anne Lieftinck 1944.  Elaphropoda impatiens ingår i släktet Elaphropoda och familjen långtungebin. Inga underarter finns listade i Catalogue of Life.